# 기무라 다쓰로
기무라 다쓰로(일본어: 木村 龍朗, 1984년 6월 24일 ~ )는 일본의 전 축구 선수이다.

## 구단 경력
과거 산프레체 히로시마, 츠바이겐 가나자와, V-파렌 나가사키에서 활동하였다.